# Sekundäremission

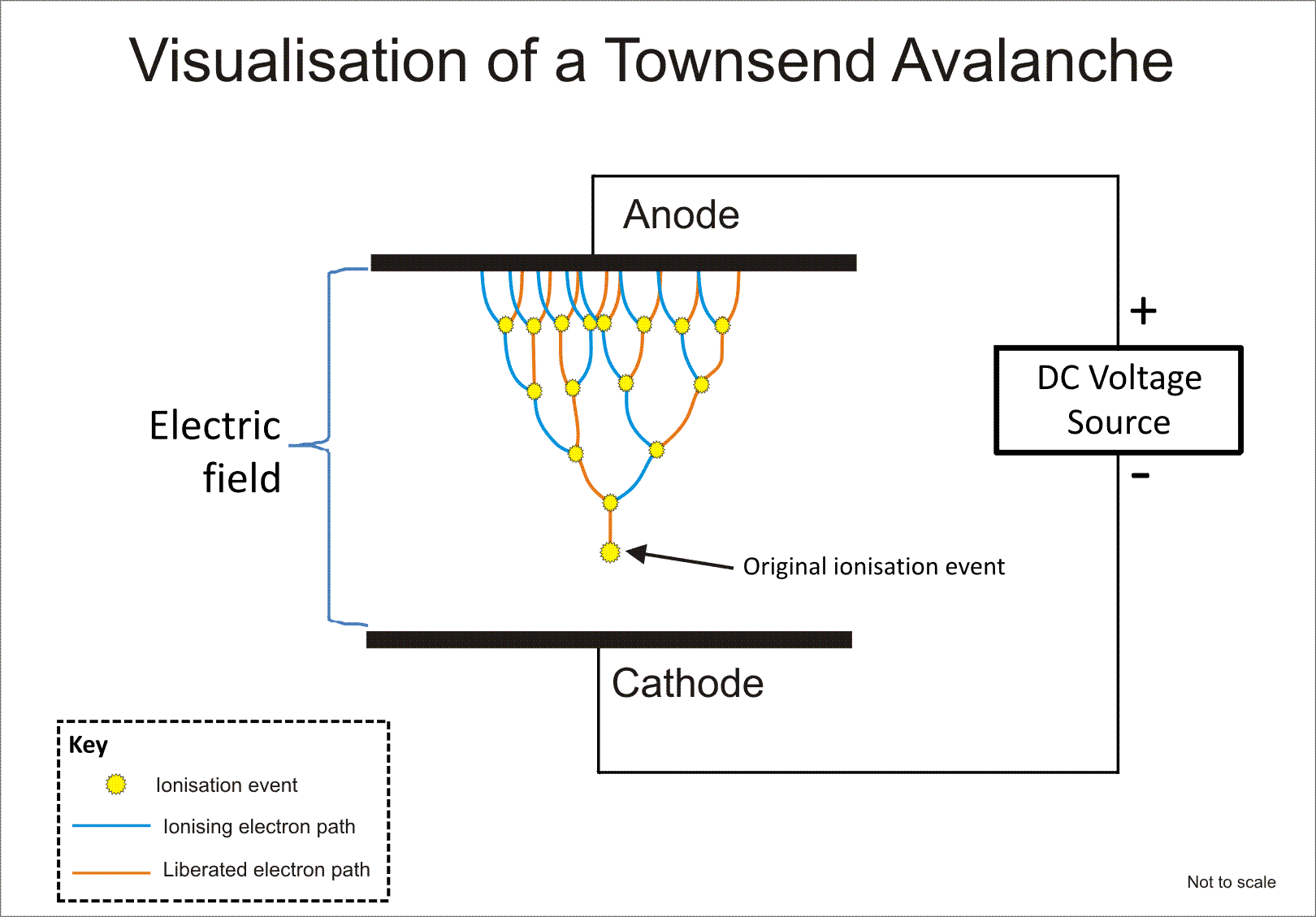
Visualisering av en Townsend lavin, som upprätthålls av generering av sekundära elektroner i ett elektriskt fält.

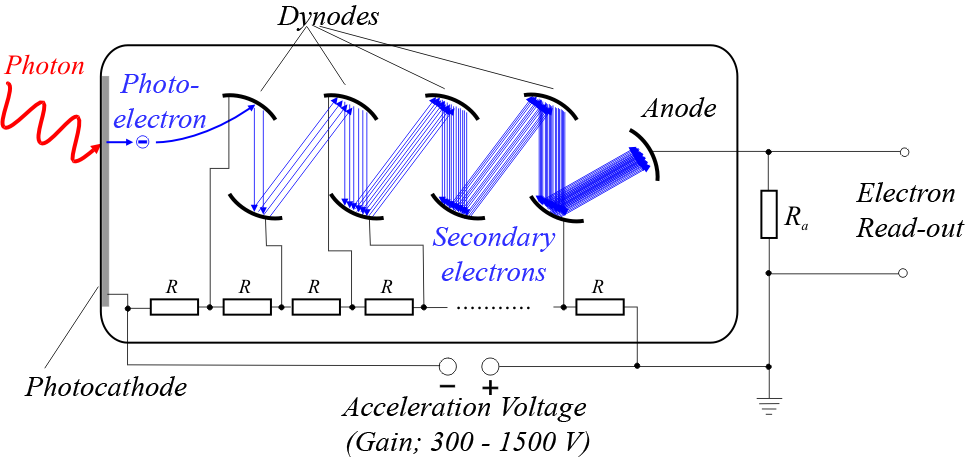
Sekundär emission som används i ett fotomultiplikatorrör. De initiala elektronerna som emitteras när ljus träffar en fotokatod görs för att träffa en dynodelektrod, vilket slår ut fler elektroner, som träffar en andra dynod. Varje infallande elektron producerar flera sekundära elektroner, så den kaskadkopplade dynodkedjan förstärker de initiala elektronerna.

Inom partikelfysik är sekundäremission ett fenomen där primära infallande partiklar med tillräcklig energi, när de träffar en yta eller passerar genom något material, inducerar emission av sekundära partiklar. Termen hänvisar ofta till emission av elektroner när laddade partiklar som elektroner eller joner i ett vakuumrör träffar en metallyta, vilka kallas sekundära elektroner. I detta fall kallas antalet sekundära elektroner som emitteras per infallande partikel sekundärt emissionsutbyte. Om de sekundära partiklarna är joner kallas effekten för sekundär jonemission. Sekundär elektronemission används i fotomultiplikatorrör och bildförstärkarrör för att förstärka det lilla antalet fotoelektroner som produceras av fotoemission, vilket gör röret känsligare. Det uppstår också som en oönskad bieffekt i elektroniska vakuumrör när elektroner från katoden träffar anoden och kan orsaka parasitsvängningar.

## Tillämpningar

### Sekundäremissionsmaterial
Vanligen använda sekundäremitterande material är
- alkalisk antimonid
- Berylliumoxid (BeO)
- Magnesiumoxid (MgO)
- Galliumfosfid (GaP)
- Galliumarsenidefosfid (GaAsP)
- Blyoxid (PbO)

### Fotomultiplikatorer och liknande enheter
I ett fotomultiplikatorrör  emitteras en eller flera elektroner från en fotokatod och accelereras mot en polerad metallelektrod (kallad dynod). De träffar elektrodytan med tillräcklig energi för att frigöra ett antal elektroner genom sekundäremission. Dessa nya elektroner accelereras sedan mot en annan dynod, och processen upprepas flera gånger, vilket resulterar i en total förstärkning ('elektronmultiplikation') i storleksordningen typiskt en miljon och därmed genererar en elektroniskt detekterbar strömpuls vid de sista dynoderna.
Liknande elektronmultiplikatorer kan användas för att detektera snabba partiklar som elektroner eller joner.

## Historiska tillämpningar

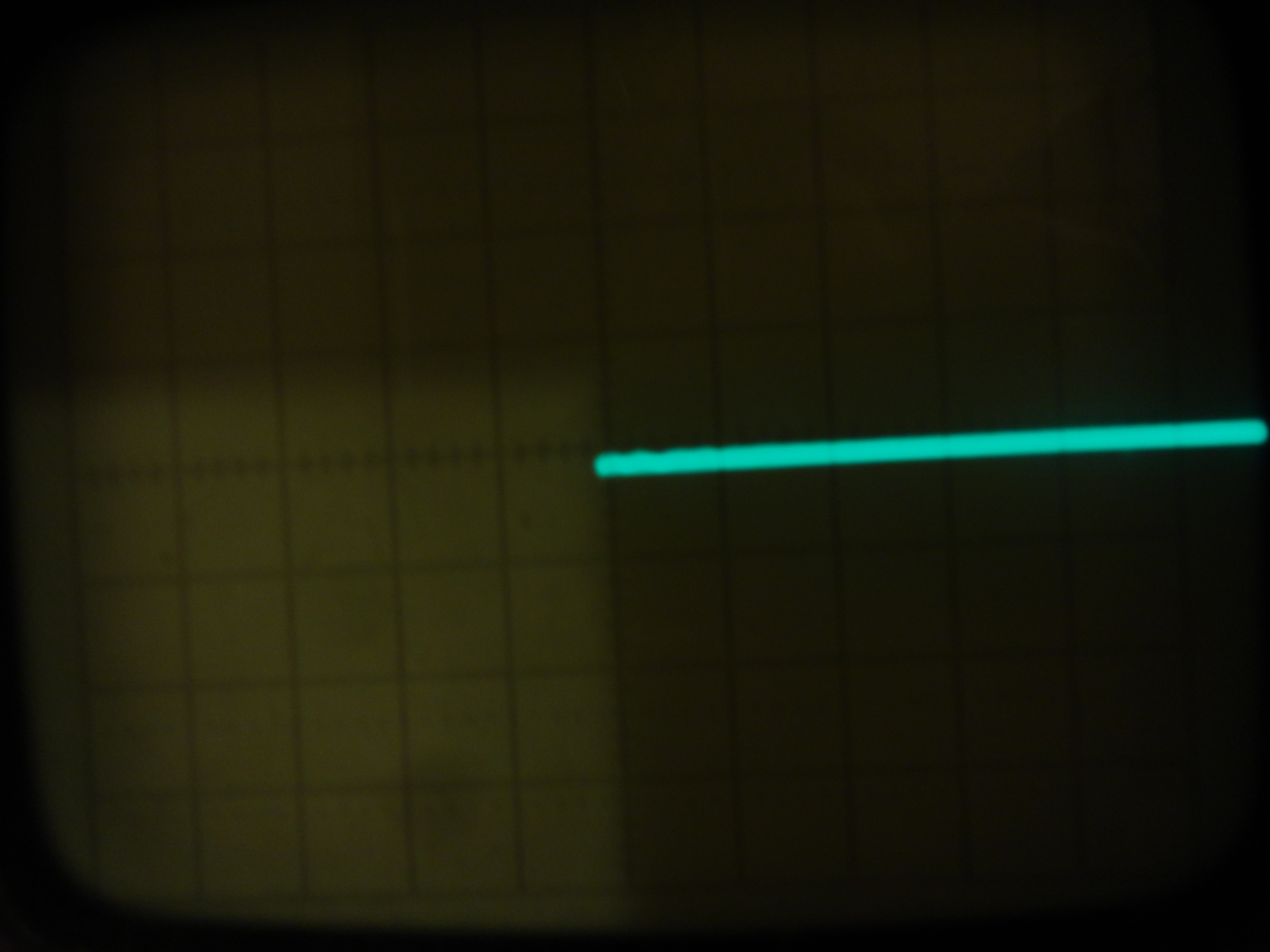
Visningen på ett oscilloskop vid normal intensitet.

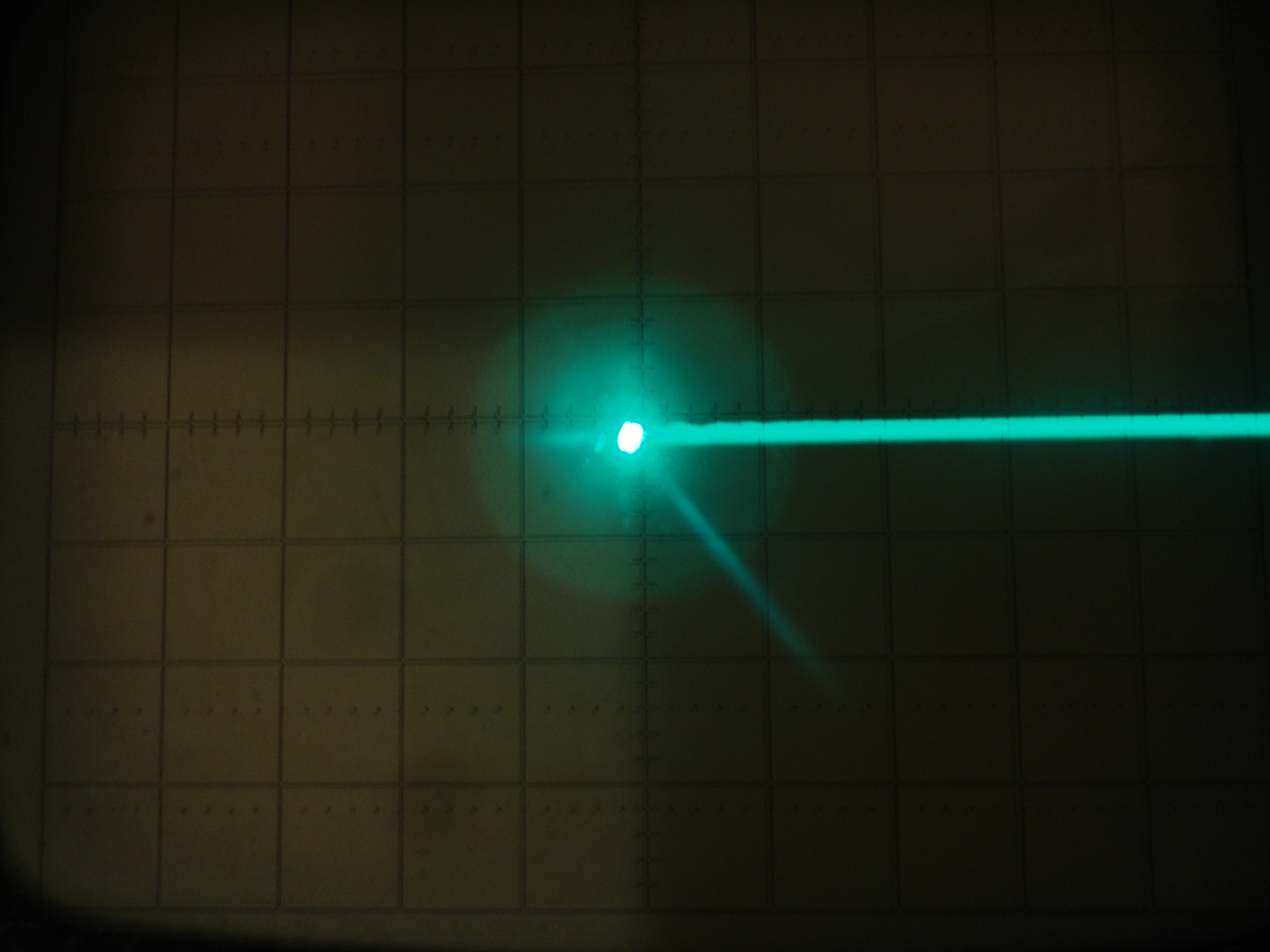
Samma rör med högre intensitet. Skivan runt punkten i mitten beror på sekundäremission. Elektroner slås av skärmen och går bakåt in i röret. Spänningen över röret gör att de accelereras framåt igen och träffar skärmen över ett bredare område.

### Speciella förstärkarrör
På 1930-talet utvecklades speciella förstärkarrör som medvetet "vikte" elektronstrålen genom att den träffade en dynod för att reflekteras in i anoden. Detta hade effekten av att öka platt-galleravståndet för en given rörstorlek, öka transkonduktansen hos röret och minska dess brustal. En typisk sådan "orbital beam hexod" var RCA 1630, introducerad 1939. Eftersom den kraftiga elektronströmmen i sådana rör skadade dynodens yta snabbt, tenderade deras livslängd att vara mycket kort jämfört med konventionella rör.

### Tidiga datorminnesrör
Det första datorminnet med direktåtkomst använde en typ av katodstrålerör som kallas Williams-röret som använde sekundäremission för att lagra bitar på rörytan. Ett annat datorminnesrör baserat på sekundäremission var Selektronröret. Båda blev föråldrade genom uppfinningen av magnetiskt kärnminne.

### Bieffekter - tetroden
Sekundäremission kan vara oönskad, som i tetrodens termionventil (rör). I detta fall kan det positivt laddade skärmnätet accelerera elektronströmmen tillräckligt för att orsaka sekundäremission vid anoden (plattan). Detta kan ge upphov till för hög nätström. Den är också delvis ansvarig för denna typ av ventiler (rör), särskilt tidiga typer med anoder som inte är behandlade för att minska sekundäremission, som uppvisar en "negativ resistans"-karaktäristik, vilket kan göra att röret blir instabilt. Denna bieffekt skulle kunna användas genom att använda några äldre ventiler (till exempel typ 77 pentode) som dynatronoscillatorer. Denna effekt förhindrades genom att lägga till ett tredje rutnät till tetroden, kallat suppressornätet, för att stöta bort elektronerna tillbaka mot plattan. Detta rör kallades pentoden.